# North Chicago (Illinois)
North Chicago je grad u američkoj saveznoj državi Ilinois. Prema popisu stanovništva iz 2010. u njemu je živjelo 32.574 stanovnika.